# 카라콜 텔레비시온
카라콜 텔레비시온(스페인어: Caracol Televisión 카라콜 텔레비시온[*])는 콜롬비아의 텔레비전 네트워크다.

## 같이 보기
- 노티시아스 카라콜